# Vasily Sergeyevich Molokov
Vasily Sergeyevich Molokov (tiếng Nga: Васи́лий Серге́евич Мо́локов; 13 tháng 2 [lịch cũ 1 tháng 2] năm 1895, khu định cư Irininskoye, vùng Moskva - 29 tháng 12 năm 1982, Moskva) là một phi công quân sự Liên Xô, Thiếu tướng hàng không (1940) và Anh hùng Liên Xô (29 tháng 4 năm 1934).

## Thiếu thời và Thanh niên
Vasily Molokov sinh ngày 13 tháng 2 [lịch cũ 1 tháng 2] năm 1895, tại làng Irininskoye, thuộc vùng Moskva (nay là Molokovo của Moskva Oblast). Từ năm 1904, ông làm việc trong một xưởng đóng hộp ở Moskva, sau đó là thợ rèn và thợ kim khí trong một lò rèn.

## Binh nghiệp
Vasily Molokov gia nhập Quân đội Đế quốc Nga năm 1915. Sau đó ông gia nhập Hồng quân vào tháng 1 năm 1918 và tham gia vào Nội chiến Nga. Năm 1921, ông tốt nghiệp Trường Hàng không Hải quân ở Samara và sau đó tham gia các khóa đào tạo mở rộng tại Học viện Kỹ thuật Không quân Zhukovsky (1929). Molokov trở thành đảng viên Đảng Cộng sản từ năm 1925.

## Công tác trong hàng không dân dụng
Năm 1931, Vasily Molokov chuyển sang công tác trong hàng không dân dụng. Ông đã bay cho các cơ quan hàng không ở Siberia và Viễn Đông Nga. Tháng 4 năm 1934, ông tham gia chiến dịch cứu hộ trên không thành công ở Bắc Cực, giải cứu nhiều người trong trong vụ chìm tàu hơi nước Cheliuskin trên Biển Chukotka. Vasily Molokov đã cứu được 39 người - nhiều hơn bất kỳ phi công nào khác. Chiếc R-5 hai chỗ ngồi của ông đã chở 6 người đàn ông trên khoang, sử dụng các hộp dù dưới cánh để chở thêm hành khách. Ông đã được trao tặng danh hiệu Anh hùng Liên Xô vì hành động này.

## Sự nghiệp sau đó
Năm 1935, Molokov đã thực hiện một chuyến bay xuất sắc vào thời điểm đó theo lộ trình Krasnoyarsk - Kirensk - Yakutsk - Nagaevo - Nizhnekolymsk - Uelen và quay trở lại dọc theo bờ biển Bắc Cực đến Arkhangelsk trên một chiếc thủy phi cơ Dornier Do J. Chuyến bay này đã mở một đường bay mới qua Đông Siberia và Kamchatka.
Năm 1936, Molokov thực hiện chuyến bay dọc theo bờ biển Bắc Cực của Liên Xô. Năm 1937, ông tham gia một chuyến thám hiểm Bắc Cực với tư cách là phi công chỉ huy của TB-3, đưa thành công nhóm thám hiểm hạ cánh trên một tảng băng trôi. Năm 1938, Molokov được bổ nhiệm làm người đứng đầu Ban Giám đốc Hạm đội Không quân. Trong Chiến tranh Vệ quốc vĩ đại, ông được bổ nhiệm vào ngày 9 tháng 10 năm 1941, làm đại diện ủy quyền của Ủy ban Quốc phòng Nhà nước về việc tạo ra tuyến đường phà được phân loại ALSIB cho máy bay từ Fairbanks đến Krasnoyarsk.
Trong một thời gian ngắn, ông đứng đầu Viện Nghiên cứu Chuyến bay Gromov (1942–1943).
Từ năm 1943, Molokov chỉ huy Sư đoàn Máy bay ném bom đêm 213, thuộc biên chế Phương diện quân Tây và Phương diện quân Belorussia 3. Năm 1947, ông được rút về dự bị.
Ông qua đời năm 1982 và được chôn cất tại Nghĩa trang Kuntsevo, Moskva.

## Danh hiệu và giải thưởng
- Anh hùng Liên Xô
- Ba Huân chương Lenin
- Hai Huân chương Cờ đỏ
- Huân chương Suvorov hạng 2
- Huân chương Kutuzov hạng 2
- Huân chương Chiến tranh Vệ quốc hạng 1
- Huân chương Sao đỏ

## Tưởng niệm
- Năm 1934, nơi sinh của ông, Irininskoye, được đổi tên thành Molokovo.
- Năm 1935, một con tem bưu điện, dành riêng cho Vasily Molokov, đã được phát hành tại Liên Xô.

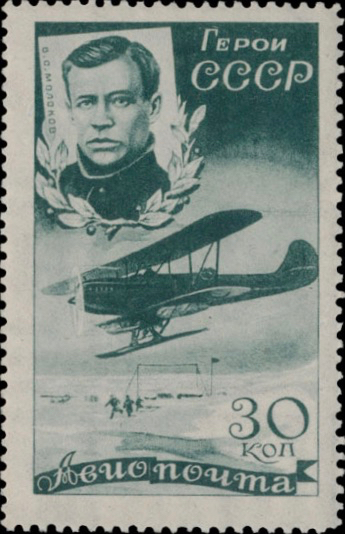
Tem bưu điện Liên Xô, 1935.

- Một bức tượng đã được lắp đặt vào năm 2010 tại nơi sinh của ông để kỷ niệm sinh nhật lần thứ 115 của ông.
- Mũi Molokov ở Zemlya Frantsa-Iosifa được đặt theo tên của ông.
- Đảo Molokov tại sông Yenisei.
- Ulitsa Molokova (Phố Molokov) Ở Moskva, Krasnoyarsk, Ekaterinburg.[1]